# Terreiro do Oloroke
Ile Axé Oloroke ou Asé Yangba Oloroke ti Efon  ou Terreiro do Oloroke da nação Equiti-Efom é uma casa de Candomblé dedicada ao culto de Orixá das árvores, como Oquê, Ocô, Orixá Irocô, Apaocá e outros. Localiza-se no bairro Engenho Velho de Brotas, em Salvador, Bahia.
Foi fundada por volta de 1860 por Maria Bernarda da Paixão (Adebolu), também conhecida por Maria Violão e Maria de Oloroke e seu marido, José Firmino dos Santos mais conhecido como Tio Firmo (Oxum Tadê) ou Baba Erufá, ambos eram ex-escravos.[carece de fontes?]